# Andrologie
Andrologie je lékařský obor, který se zabývá chorobami mužských reprodukčních orgánů, jejich léčbou a prevencí. Podobnými problémy u zvířat se zabývá obor veterinární andrologie.

## Vymezení oboru
Andrologie je relativně mladým interdisciplinárním oborem medicíny, název je odvozen od řeckého „andros“ = muž. Zabývá se fyziologií a patologií mužských reprodukčních funkcí, primárně se vyvíjela s klinickým zaměřením hlavně na diagnostiku a terapii poruch mužské plodnosti. V některých částech světa je proto úzce napojena na centra in vitro fertilizace a asistované reprodukce. Podle Světové zdravotnické organizace (WHO) se andrologie má zabývat veškerými aspekty mužského reprodukčního zdraví.
Andrologie se tedy zabývá například léčením těchto potíží a onemocnění:
- mužská neplodnost
- poruchy erekce
- rakovina prostaty
- andropauza

Definice andrologie ve znění Mezinárodní andrologické společnosti (ISA = International Society of Andrology) zní: „Andrologie je definována jako odvětví vědy a medicíny, zabývající se mužskými (samčími) reprodukčními orgány u člověka i u zvířat a jejich onemocněními. V této definici jsou zahrnuta všechna příbuzná odvětví vědy.“
Kromě reprodukčních problémů se andrologie zabývá problémy s erektilními funkcemi a dalšími problémy v oblasti penisu, varlat a prostaty. Vzhledem k výrazným změnám demografické „věkové pyramidy“ přibývá v posledních letech andrologii péče o stárnoucí muže, neboť poměr žijících mužů ve věku pod a nad 20 let se výrazně mění v neprospěch mladších mužů.
Podle mezinárodního konsensu (Schill, W.B., Comhaire, F., Hargreave, T.B., 2006) je možné spektrum andrologie shrnout takto:
1. Mužská plodnost a neplodnost
2. Erektilní dysfunkce a sexuální poruchy
3. Stárnoucí muž a hormonální substituční terapie
4. Záněty a infekce mužské reprodukční soustavy
5. Onemocnění varlat (tumory)
6. Onemocnění prostaty (hyperplasie, karcinom)
7. Primární a sekundární hypogonadismus
8. Opožděná puberta
9. Prevence a rehabilitace
10. Vedlejší účinky léků
11. Znečišťující faktory prostředí
12. Kryoprezervace spermatu a testikulární tkáně
13. Forenzní problematika paternity
14. Plánování rodičovství
15. Mužská antikoncepce
16. Základní andrologický výzkum

## Historie
Termín andrologie byl poprvé prokazatelně použit v roce 1891, kdy žurnál Americké lékařské asociace (JAMA) publikoval editorial s názvem „Andrologie jako specializace“. Editorial byl brzy zapomenut, ale obsahuje pasáže, které jsou ještě po více než 110 letech zcela validní a lze je považovat za základní kameny oboru. Prvním chirurgem, který úspěšně operoval obstrukční azoospermii byl v roce 1902 Edward Martin, který jako klinik zdůrazňoval nutnost přesné diagnostiky při léčbě mužské infertility a je dodnes považován za zakladatele moderní klinické andrologie. Jedna z prvních významných knih o lidském spermatu vyšla v roce 1953 (Joel) a další publikace následovaly v r. 1964 (Mann) a 1971 (Eliasson). Dramatické změny se v andrologii odehrály po roce 1978, kdy začala éra klinicky úspěšné in vitro fertilizace, v první polovině 90. let 20. století s nástupem techniky intracytoplazmatické injekce spermie do oocytu. Další převrat v terapii nastal ve druhé polovině 90. let s nástupem klinicky účinných léků umožňujících efektivní léčbu erektilní dysfunkce (prostaglandin E1, inhibitory 5. izoenzymu fosfodiesterázy). Velký rozvoj diagnostiky v andrologii v posledních 25 letech přinesly neinvazivní diagnostické metody – dopplerovská a intrakavitální sonografie, možnosti podrobné hormonální diagnostiky a minimálně invazivní operativy.
Andrologie má v současné době za úkol péči o reprodukční a sexuální funkce a celkový zdravotní stav muže, spojený s těmito funkcemi.
Andrologie také hledá spojitosti mezi organickými a psychickými faktory u obou pohlaví (páru). Zde spolupracuje s obory, které se zabývají vnímáním a chováním člověka, s psychologií, psychiatrií a sexuologií.

## Andrologie vČesku
V Česku se andrologie začala vyvíjet na poli reprodukční medicíny s předstihem v oblasti veterinární (Výzkumný ústav veterinárního lékařství Brno), kde pod vedením prof. MVDr. Zdeňka Věžníka, DrSc. byl proveden nejrozsáhlejší výzkum vývoje spermatogeneze v populaci českých mužů za posledních 35 let.[kdy?] V humánní medicíně se začali systematicky zabývat andrologií lékaři v rámci urologie: MUDr. Karel Kočí,CSc. (Andromeda) a MUDr. Vladimír Kubíček, CSc. (Centrum andrologické péče). Oba přinesli do České republiky nové diagnostické a léčebné postupy, rozhodující pro další vývoj andrologie jako svébytného oboru medicíny. V roce 1998 byla založena Andrologická sekce České urologické společnosti (MUDr. Vladimír Kubíček, CSc.). Od roku 2005 se rozvíjela andrologie na půdě interdisciplinární České společnosti pro sexuální medicínu, jejíž činnost navazovala na aktivitu mezinárodních společností v rámci European a International Society for Sexual Medicine. V roce 2017 vznikla Česká andrologická společnost https://www.androcz.org/ , kterou založili nejdéle působící čeští andrologové MUDr. Vladimír Kubíček, CSc. a MUDr. Karel Kočí, CSc. Od roku 2023 je Česká andrologická společnost součástí  International Society of Andrology https://www.andrology.org/. K rozvoji andrologie v Česku přispěly i práce v oblasti endokrinologické (prof. MUDr. RNDr. Luboslav Stárka, DrSc.), a kontakty psychologické, psychiatrické a sexuologické (prof. PhDr. Petr Weiss, PhD, doc. MUDr. Jaroslav Zvěřina, CSc.). Mezinárodní význam měla práce cévního chirurga doc. MUDr. Václava Michala, CSc., který jako první na světě v 70. letech diagnostikoval a operačně léčil arteriogenně podmíněné erektilní dysfunkce.